# Daniel Rondeau
Daniel Rondeau, född 7 maj 1948 i Le Mesnil-sur-Oger i Marne, är en fransk författare, diplomat och ledamot i Académie française sedan 2019.

## Bakgrund och privatliv
Rondeau är född i Le Mesnil-sur-Oger. Hans föräldrar var båda lärare och han har en bror. Familjen bodde i Châlons-sur-Marne. Rondeau har studerat juridik vid Université Panthéon-Assas..
Som en ung man blev Rondeau intresserad av maoism och blev medlem i ett proletariat i början av 1970-talet då han arbetade i en värmeisoleringsfabrik i Nancy. Han beskrivs dessa tider i sin bok L'enthousiasme (1988)..

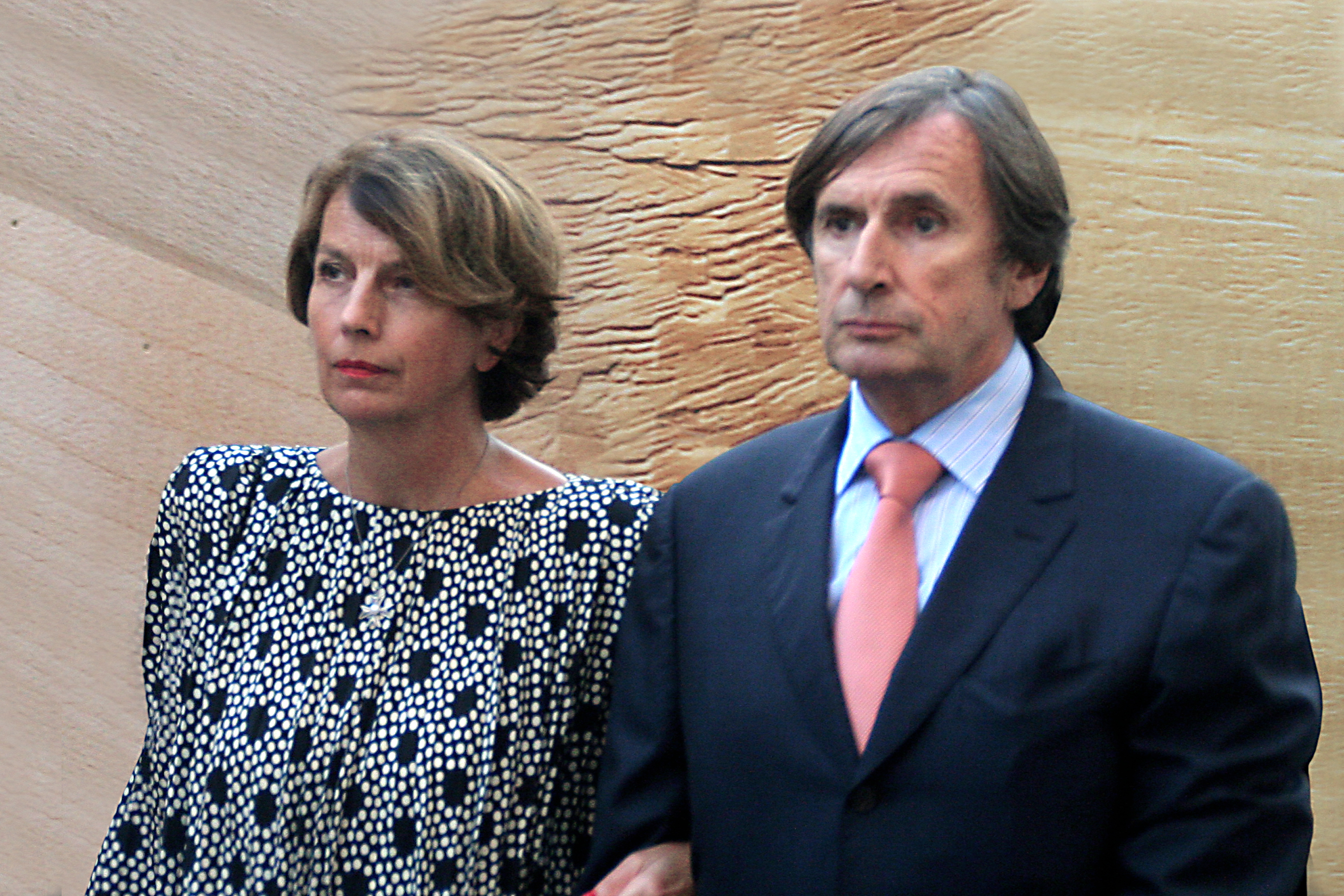
Rondeau med sin hustru år 2010.

Rondeau är gift och har två barn.

## Karriär
Rondeau började jobba inom mediabranschen år 1974: först på radiokanalen France Inter och sen flyttade han till Paris för att jobba i olika tidningar Libération (1982-1985), L'Obs (1985-1998) och L'Express (1998-2007)..
Mellan 2008 och 2011 fungerade han som Frankrikes ambassadör till Malta och 2011-2013 permanent ambassadör till Unesco.
Rondeau kandiderade till Académie française först år 2011 och igen 2016 men blev inte invald. Han valdes in dock 2019 och har fungerat som akademins ledamot sedan det.. 

## Utmärkelser
Rondeau har fått flera utmärkelser både hemma i Frankrike och utomlands:
- Franska
  -  Hederslegionen (riddare)
  -  Arts et Lettres-orden (kommendör)
  -  Mérite Maritime-orden (riddare)
- Utländska 
  -  Nationella meritorden (officerare, Malta)
  -  Cederträorden (kommendör, Libanon)
  -  Förbundsrepubliken Tysklands förtjänstorden (officerare, Tyskland)